# Magyar Kanizsai Udvari Kamaraszínház
A Magyar Kanizsai Udvari Kamaraszínház egy vajdasági eredetű színtársulat. 2002 óta elsősorban Magyarországon, de az egész határon túli területen is tevékenykedik.

## Története

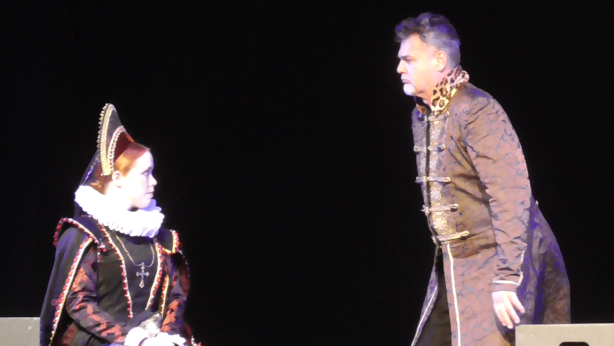
Egy kép a Magyar Kanizsai Udvari Kamaraszínház Zergetánc című előadásából

A társulat 2002-ben alakult, fő célja határokon túl a magyarság általános történeti kérdéseinek feldolgozása. Az egyik sikeres, Fehér Szarvas című előadásuk például a Trianon utáni válságot dolgozza fel, de természetesen nevükhöz méltóan a társulat feldolgoz feudális korszakban játszódó témákat is.
A társulat különösen aktív 2011 óta. 2016 után a társulat és egyes tagjai több elismerésben is részesültek, és a társulat fesztiválokra is eljutott.

## Történeti témák feldolgozása
A társulat egyik célja, hogy az előadások készítéséhez saját kutatómunkát is végezzen, legyen szó XX. századi témáról, melyek a leggyakoribb témák, vagy az átfogóbb magyar történelemről.
Célja, hogy a látvány-, a hangi és a mozgásvilágban is átgondoltan ötvözze a korhű és kortárs elemeket, erről tanúskodnak például a Mátyás és Janus vagy a Zergetánc című darabjai is.